# Mirko Pawlowski
Mirko Pawlowski (* 24. Oktober 1973) ist ein deutscher Tischtennisspieler. Bei Deutschen Einzelmeisterschaften der Erwachsenen gewann er eine Bronzemedaille.

## Werdegang
Bereits im Jugendbereich gewann Mirko Pawlowski mehrere Medaillen bei Deutschen Meisterschaften und Bundesranglistenturnieren. Daher wurde er vom Deutschen Tischtennis-Bund mehrfach für internationale Turniere nominiert. So nahm er 1988 an den Jugend-Europameisterschaften in Novi Sad teil. Bei der Jugend-EM 1990 in Hollabrunn erreichte er im Einzel das Endspiel, das er gegen Torben Wosik verlor. In den 1990er Jahren trat er mit TTC Helga Hannover, TTF Ochsenhausen und TTF Bad Honnef in der 1. Bundesliga an. Sein größter Erfolg war Bronze im Mixed mit Nicole Struse bei der Deutschen Meisterschaft 1998.

## Turnierergebnisse
| Verband | Veranstaltung                     | Jahr | Ort                       | Land | Einzel | Doppel | Mixed  | Team   |        |
| ------- | --------------------------------- | ---- | ------------------------- | ---- | ------ | ------ | ------ | ------ | ------ |
| GER     | Berliner Schülermeisterschaften   | 1986 | Berlin                    | GER  | Gold   | Gold   | Gold   |        | [ 11 ] |
| GER     | Berliner Schülermeisterschaften   | 1987 | Berlin                    | GER  | Gold   | Gold   | Gold   |        | [ 11 ] |
| GER     | Berliner Schülermeisterschaften   | 1988 | Berlin                    | GER  | Gold   | Gold   | Gold   |        | [ 11 ] |
| SRB     | Schüler-Europameisterschaft       | 1988 | Novi Sad                  | SRB  | Silber |        |        | Gold   | [ 12 ] |
| GER     | Berliner Jugendmeisterschaften    | 1988 | Berlin                    | GER  | Gold   | Gold   | Gold   |        | [ 13 ] |
| GER     | Deutsche Meisterschaften Schüler  | 1988 | Rimpar                    | GER  | Bronze | Silber |        |        | [ 14 ] |
| GER     | Deutsche Meisterschaften Schüler  | 1990 | Plankstadt                | GER  |        |        | Gold   |        | [ 15 ] |
| AUT     | Jugend-Europameisterschaft        | 1990 | Hollabrunn                | AUT  | Silber |        | Silber |        | [ 12 ] |
| GER     | Berliner Ranglistenturnier        | 1990 | Berlin                    | GER  | Gold   | Gold   |        |        | [ 16 ] |
| SVE     | Jugend-Europameisterschaft        | 1991 | Granada                   | SVE  |        |        |        | Silber | [ 12 ] |
| GER     | Deutsche Meisterschaften Jungen   | 1991 | Hagen am Teutoburger Wald | GER  | Bronze | Silber | Silber |        | [ 15 ] |
| GER     | Berliner Meisterschaften          | 1991 | Berlin                    | GER  | Gold   |        |        |        | [ 13 ] |
| GER     | Deutsche Meisterschaften Junioren | 1992 | Willstätt                 | GER  | Silber | Silber |        |        | [ 17 ] |
| GER     | Niedersachsen Meisterschaften     | 1992 | Uslar                     | GER  | Silber |        | Silber |        | [ 18 ] |
| GER     | Norddeutsche Meisterschaften      | 1992 |                           | GER  |        | Gold   |        |        | [ 19 ] |
| GER     | Niedersachsen Meisterschaften     | 1993 | Bad Münder                | GER  |        | Gold   | Gold   |        | [ 18 ] |
| GER     | Bundesranglistenturnier Junioren  | 1995 | Oberderdingen             | GER  | Gold   |        |        |        | [ 20 ] |
| GER     | Berliner Meisterschaften          | 2001 | Berlin                    | GER  | Gold   | Gold   |        |        | [ 13 ] |
| GER     | Berliner Meisterschaften          | 2002 | Berlin                    | GER  | Gold   |        | Gold   |        | [ 13 ] |